# Bibliotheken in Mesopotamien
Die vermutlich ältesten Bibliotheken befanden sich im Mesopotamien des sumerischen Zeitalters. Auch in den folgenden Epochen der altorientalischen Geschichte von der Akkadzeit bis zum Neubabylonischen Reich und darüber hinaus setzte sich die Tradition dieser Einrichtungen fort. Grundlage der Bibliotheken im alten Mesopotamien waren die in Keilschrift beschrifteten Tontafeln und die Palastarchive, die auf einer ausgeprägten Registrierpraxis von wirtschaftlichen Faktoren wie Steuern, Abgaben, Verwaltungsaufgaben basierten.

## Geschichte
Das Zählen, Auflisten und Erfassen ließ eine regelrechte Bürokratie in sumerischer Zeit seit dem 4. Jahrtausend v. Chr. entstehen und fand seinen Höhepunkt in der III. Dynastie von Ur. Für die Entwicklung des Bibliothekswesens war aber auch eine beharrliche Tradierungspraxis förderlich. Alte Geschichten wurden immer wieder neu erzählt und abgeschrieben. Zum Beispiel lässt sich eine Sprichwortsammlung in altassyrischer Version (ca. 2400 v. Chr.) über 1300 Jahre verfolgen, bis zu ihrer mittelassyrischen Übersetzung um 1100 v. Chr. Sumerische Lautgedichte von 1800 v. Chr. wurden im 1. Jahrhundert v. Chr. unverändert abgeschrieben, versehen mit einer Übersetzung in akkadischer Sprache.
In der 3. Dynastie von Ur, der sumerischen Renaissance, gab es einen weiteren Aufschwung im Verwaltungswesen. Die Verhältnisse in Babylonien wurden neu geordnet, Zentralisierung und Bürokratisierung intensiviert. Verwaltung und Rechtsprechung wurden reorganisiert, was Katastertexte und der Codex Ur-Nammu zeigen.

## Schrift und Sprache
Das Wichtigste aber waren die Keilschrift selbst und die sumerische und akkadische Sprache, die zur regelrechten Diplomatenschrift und -sprache wurde und auch nach ihrem Verschwinden aus dem Alltagsgebrauch noch über 2000 Jahre von den Palastschreibern weitergepflegt wurde. So findet man den erstaunlichen Umstand, dass das Schriftgut weit verstreuter Bibliotheken im gesamten Vorderen Orient einschließlich Anatolien und Ägypten in der gleichen Schrift und Sprache vorliegt. Darüber hinaus wurde gerade die Keilschrift auch auf andere Sprachen, wie das Assyrische, Ägyptische und Hethitische, angewandt.
Die Schreiber mussten eine beträchtliche Leistung vollbringen und Listen von Silben und Schriftzeichen immer wieder abschreiben. Dabei kam erschwerend hinzu, dass das Sumerische von den späteren semitischen Sprachen bedeutend abwich.
Die Tontafel eignete sich besonders gut, da sie feuerfest und fälschungssicher war. Ungebrannte Tafeln wurden durch Feuer gebrannt, bereits gebrannter Keramik konnte das Feuer nichts mehr anhaben. Das Eindrücken der Schriftzeichen mit dem keilförmigen Griffel erforderte keine besonderen kalligraphischen Fähigkeiten. Außerdem war die Tontafel äußerst billig, und wurde sie nicht mehr gebraucht, verwendete man die Tafeln häufig als Baumaterial oder Bodenunterlage – heute ein Segen für die Archäologie. Tontafeln hatten aber auch Nachteile: Sie waren schwer und zerbrechlich, beim Schreiben musste man sie ausreichend feucht halten, um die Schriftzeichen einzudrücken. Daher wurden in babylonischer Zeit für wichtige Texte auch Holztafeln mit Wachsfüllungen verwendet. Für besonders wichtige Tafeln gab es auch eine Art Schuber, eine dünne Tonschicht, in die die Tafel eingeschlagen wurde.

## Inhalt
Der Beginn allen Schreibens und Sammelns von Schrift liegt zweifellos in der Wirtschaft. So handelt es sich bei den ältesten Texten, die in Uruk gefunden wurden und zwischen 3200 und 3000 v. Chr. verfasst worden waren und deren Sprachstand (eine Vorform der Keilschrift) noch nicht einmal eindeutig bestimmt werden konnte, mit Sicherheit um Wirtschaftstexte. Waren und Leistungen werden in eher tabellarischer Form ohne syntaktische Verbindungen aufgelistet, Ort und Beteiligte genannt. Hierbei bildeten sich offensichtlich zuallererst die Zahlzeichen heraus, in den Uruktexten bereits im Sexagesimalsystem. Daneben weisen die ältesten Schriftzeugnisse Ägyptens Herrschernamen, Siege, Tributzahlungen auf, in Bezug auf die Untertanen aber auch hier vor allem Steuerauflistungen.
Klassifizieren könnte man das Schriftgut folgendermaßen:
- Verwaltung
- Recht (Codex Hammurapi)
- Diplomatie (Staatsverträge, Korrespondenz)
- Annalen
- Erlasse
- Thronreden
- Testamente
- Fest- u. Kriegsbeschreibungen
- astronomische, mathematische Berechnungen
- Wörterbücher (oft zweisprachig)
- Orakelsprüche
- Mythologische Erzählungen (Gilgamesch-Epos)

In Mesopotamien finden wir eine Fülle von Wortlisten, Beamtenlisten, Vogellisten (Ebla), Ortstabellen und Listen der Kriege.

## Aufbau
Seitdem man in den 1960er Jahren das Archiv von Ebla fast unversehrt bergen konnte, ist auch bekannt, wie die Tontafeln gelagert wurden. In privaten Haushalten wurden die Tafeln einfach an die Wand gelehnt, in eine Ecke gestellt oder in Keramikgefäßen aufbewahrt, dabei manchmal mit Tüchern bedeckt oder eingeschlagen. Bei den größeren Archiven unterschied man schon zwischen einer Aufbewahrung in liegender Form, in Fächerform, also senkrecht aufgestellt, und in Behältern. Meist wurden die Tafeln in kleinen Räumen auf Holzgestelle aufgeschichtet. In Ebla hat man die Löcher für die Holzgestell-Leisten noch gut ausmachen können. Bei Feuersbrünsten oder Erdbeben fielen die Tafeln dann aufeinander.
In Uruk hat man sogar eine Art Klimatisierung der Räume vorgefunden, in denen Bodenrinnen, die vermutlich Wasser führten, für eine gleichmäßige Feuchtigkeit sorgten. Das verhinderte, dass die ungebrannten Tontafeln zerbröselten. Es gab aber auch Tonkrüge, deren Deckel mit Pech verschlossen waren, sowie Holzkisten und Weidenkörbe.
Die Ur-III-Archive in Girsu waren mit langen Bänken ausgestattet, um die Tafeln auszubreiten. Hinweise aus den Texten lassen vermuten, dass manche Räume versiegelt waren. In anderen Fällen waren die Tafeln an der Wand nebeneinander aufgestellt und konnten so jederzeit gelesen werden.
Neben den offiziellen Palastarchiven dürfen die zahlreichen Privatarchive nicht unterschätzt werden, zum Beispiel die Familienarchive der Fernhändler, die im Ausland Agenturen unterhielten. Solche Archive finden sich seit dem 3. Jahrtausend v. Chr., im 2. Jahrtausend sind sie besonders zahlreich. Es gab sogar bereits eine Art Kredit- und Bankwesen, wie neubabylonische Archive auch schon für die frühe Tradition nahelegen. Solche Familienarchive umfassten oft drei Generationen und bis zu 200 Jahre.

## Organisation
Von wichtiger Korrespondenz wurde eine Art Blaupause aufbewahrt, Duplikate der ausgehenden Keilschrifttafeln. Außer bei Steuerschätzungen, Bevölkerungszählungen und Landverkäufen waren die Archive aber nicht zentral organisiert. Jeder legte zu Hause das ab, was ihn selbst betraf. Dabei wurde oft Privates mit Offiziellem vermischt. Auch ein Erschließungssystem in Ansätzen gab es schon, kleine Täfelchen, die nur die Titel oder Stichwörter der Tafeln enthielten. In Lagaš fand man 180 kleine Täfelchen, die für Bastkörbe vorgesehen waren. Insgesamt kennen wir etwa 300 davon. „Schlagwörter“ waren zum Beispiel „Inspektionen“, „Rechnungsabschlüsse“, „Zuteilungen“, „Auszahlungen“, „Lieferungen“, „letzte Urteile“, „Herden und Hirten“, „Tempel und Niederlassungen“ oder „Felder, Bauernhöfe, Gärten“ (nach Barth).
Zur Feinerschließung befanden sich am Fuß der Tafeln, durch eine Linie getrennt (Kolophon), nähere Angaben zu Zweck, Herkunft, Aufstellungsort, Benutzungsbeschränkung – Familie und Name des Schreibers etc. Dabei gab es regelrechte „Werke“, die aus mehreren Tafeln bestanden, also Serien. Der Kolophon bestand zum Beispiel für die Bibliothek des Assurbanipal aus Unterschrift, dem Kustos, dem Textanfang der nächsten Tafel, dann die Nummer der Tafel, der Serientitel, der meist dem Anfangswort der ersten Tafel entsprach, dann die Quelle, die abgeschrieben wurde und wo sie sich befindet, sowie die Standardangaben des Archives, hier: „Palast Assurbanipals, des Königs der Welt, Königs von Assyrien“ (nach Milkau).
Dazu gab es auch Tafel- und Serienkataloge, jedoch offenbar noch keine Gesamtverzeichnisse. In Ḫattuša vermerkte man, wo die Tafel jeweils zu Ende war. Autoren und Schreiber wurden mit Name, Familie und Wohnort vermerkt, nebst Angaben zum Erhaltungszustand des Originals. In altbabylonischen Verwaltungstafeln findet man oben links sogar ein Regress oder Abstrakt. Bei akkadisch geschriebenen Schrifttafeln findet man ab dem 7. Jahrhundert v. Chr. aramäische Kurzanmerkungen, anscheinend zur schnelleren Orientierung, denn das Lesen der Keilschrift war schon mühselig geworden.

## Benutzung
Es gibt wenig Kenntnis darüber, wer zu den Bibliotheken Zugang hatte. Aber aus Mari wissen wir, dass es ein womöglich ziemlich umständliches Genehmigungssystem gab, wobei mehrere Personen ihre Zustimmung geben mussten, von denen interessanterweise offensichtlich nicht alle des Lesens kundig sein mussten.

## Forschungsstand
Trotz der Fülle des Materials, das uns heute zur Verfügung steht, gehen die Auffassungen über einzelne Fragen des Bibliotheks- und Archivwesens der alten Zeit bedeutend auseinander. Die einzelnen Befunde werden unterschiedlich interpretiert, einige kontrovers diskutiert:
- Abgrenzung Bibliothek – Archiv
- Aufbewahrungszeit der Tafeln: Wie lange wurden sie bewusst benutzt, gab es schon ein geschichtliches Bewusstsein?
- Archivgut – es gibt die Auffassung, dass die Fülle des Materials eher Aktenberge darstellt als bewusstes Archivgut.
- Dagegen spricht, dass die Archive eine zentrale Rolle bei diplomatischen und politischen Aktionen spielten.
- Vom Inhalt her entwickelten sich die ursprünglich reinen Verwaltungstexte zu Überlieferungen von Kult und Mythos. Sie halfen also der Tradierung gesellschaftlichen Gutes, etwa seit dem 2. Jahrtausend v. Chr. Vielleicht wird ab hier das Archiv zur Bibliothek.
- Aber erst Assurbanipal (669 v. Chr.–627 v. Chr.) zeigt eine planvolle Sammeltätigkeit. Die Babylonischen Archive des Tiglat-Pileser III. (745 v. Chr.–726 v. Chr.) wurden in die Bibliothek bewusst übernommen, um die Geschichte und ältere Erfahrungen zu dokumentieren.
- In der Ägyptologie versteht man unter der Bibliothek auch Häuser, in denen nicht nur die Rollen aufbewahrt wurden, sondern auch geschrieben wurde, während man im Archiv besonders die Lagerräume für Schriftgut sieht.

## Liste der Archive und Bibliotheken des Altertums
- Aššur
- Dur Šarrukin
- Nimrud und
- Ninive – die Bibliothek des Aššurbanipal, wichtigste und besterforschte Palastbibliothek, sie wurde bereits von Sanherib begonnen und hatte nach Schätzungen bis zu 25.000 Tafeln beherbergt, wovon wir heute etwa 20.000 Fragmente besitzen.[1] Andere Schätzungen gehen von 5.000 bis 10.000 Tontafeln aus, deren Textkorpus maximal 1.500 Texte umfasst.[2] Die Bibliothek wurde 612 v. Chr. zerstört und 1850 wiederentdeckt. Assurbanipals Bibliothek hatte bewusst die aus Babylon herbeigeschafften Tontafeln Tiglat-Pileser I. übernommen und integriert.[3] Die Texte können folgendermaßen eingeteilt werden:

1. Tontafeln mit Prophezeiungen: Listen mit Beobachtungen, Unfällen und genau beschriebenen Ereignissen, die eine Voraussage über das Land oder eine Person erlauben
2. Tafeln mit Listen der obengenannten Zeichen und Wörter in Sumerisch und Akkadisch
3. Etwa hundert zweisprachige Tafeln mit Texten von Zaubersprüchen und Gebeten
4. Weitere hundert Tafeln mit Texten von apotropäischen (Unheil abwehrenden) Beschwörungen sowie Fabeln und Sprichwörtern
5. Etwa 40 Tafeln mit epischer Literatur: Gilgamesch, Schöpfungsgeschichte, Etana
6. Fragmente von vermutlich etwa 200 weiteren Tafeln mit verschiedenen Texten, die auch die Kataloge der Tafeln enthalten.

- Ebla (Tell Mardikh) – Ebla hatte seine Blütezeit 2400–2250 v. Chr. 1964 begannen die Ausgrabungen, die Bibliothek wurde dabei 1975 gefunden. 1977 sicherte man etwa 15.000 Tontafeln, die gut erhalten waren, aus einem einzigen Raum. Publiziert wurde davon bislang nur ein kleiner Teil. Die Tafeln waren zum Teil recht klein, konnten aber bei einer Kantenlänge von 30 cm bis zu 3000 Zeichen speichern. Auch in Ebla konnte man die Bestände klassifizieren:

1. Diplomatische Korrespondenz
Palastkorrespondenz mit fremden Königen
Schriftwechsel mit Agenten an anderen Höfen
Kopien von Staatsverträgen
2. allgemeine Verwaltung
Volkszählungen
Steuerabgaben
Angaben über Holz-, Metall- oder Getreidelieferungen
3. Provinzverwaltung
Schriftwechsel mit den Provinzgouverneuren
Schriftwechsel mit Beauftragten des Königs
4. „Verwaltungsakten“ der Beamten, zum Beispiel
Abrechnungen von verschiedenen Depots innerhalb und außerhalb des Palastes
Angaben über die Mahlzeiten des Königs
Angaben über Opfertiere, die der Palast für tägliche Opfer oder für Festivitäten lieferte
Löhne des Personals des Palastes und der Werkstätten

- Ur – In der Nähe der alten Stadt Ur werden die Reste der Palastbibliothek vermutet. Die italienische Archäologin Silvia Chiodi, soll 2006 in der Nähe der Stadt angeblich zahlreiche Tafeln aus Ton und Bitumen gefunden haben. Diese Tafeln sollen die Zeitspanne von 2700 v. Chr. bis 2100 v. Chr. (1.–3. Dynastie von Ur) umfassen.[4]

- Lagaš (Tello) – Das königliche Palastarchiv wurde 1894 gefunden und stammt ebenfalls aus der Zeit um 2350 v. Chr. Es wurden etwa 70.000 Tafeln sichergestellt.

- Girsu – 50.000 gefundene Verwaltungsurkunden in sumerischer Keilschrift aus der Ur-III-Zeit

- Sippar – In Sippar, wo unter anderem im Jahre 1986 Ausgrabungen durchgeführt wurden, fand man Tontafeln des Archives im Tempel des Sonnengottes Schamasch in Nordbabylon noch immer in den Regalfächern angeordnet. Eine komplette neubabylonische Bibliothek. Der Tempel wurde wahrscheinlich durch Nabonid (555–539 v. Chr.), den letzten babylonischen König vor der persischen Eroberung, erbaut. In dem kleinen noch 1,50 m in der Höhe erhaltenen Raum befanden sich in den Wänden aus den Lehmziegeln heraus gebaute Nischen, bzw. Fächer, die in Reihen von kleinen Fächern 17 cm × 30 cm groß angelegt waren. Die Archäologen haben 56 Fächer errechnet, die etwa für 2000 Tafeln reichten, die aufrecht in ihnen gefächert waren. Bei dem Inhalt der Texte handelte es sich nahezu ausschließlich um literarische Texte, kopiert aus den Archiven in Babylon, Nippur, Agade und anderen babylonischen Städten. Mit ihnen konnte man zum Teil die Lücken in anderen Archiven schließen. Die letzte Tafel verzeichnete das Jahr 529 v. Chr. Auch Kopien von Steinstelen und Metalltafeln wurden gefunden. Auch Abschriften königlicher Inschriften, die bis zu 1500 Jahre älter waren, wurden entdeckt. Sie waren zum Teil noch unbekannt. Die Gattungen der literarischen Texte umfassten Hymnen, Gebetstexte, Prophezeiungen, astrologische Omen, astronomische, mathematische und lexikalische Texte, auch Atraḫasis und das Schöpfungsepos Enūma eliš, sowie die Standardmythen des Babylonischen Kreises wurden gefunden. Die Tafeln waren mit den Namen der Schreiber versehen. Einer der häufigsten war der Schreiber Nabium-etir-napshati aus der Familie Pakcharu. Die endgültige Publikation der Tafelfunde steht noch aus.[5]

- Mari

- Tell el-Amarna – Keilschriftkorrespondenz Amenophis III. und IV. Echnaton (1411–1358 v. Chr.) mit den Königen von Palästina bis Mesopotamien.[6]

- Ḫattuša (Boghazköy) um 1500–1200 v. Chr. – Hier fanden sich eine Fülle von politischen, religiösen und literarischen Texten in der königlichen Bibliothek.

- Ugarit

- Elephantine, Oberägypten – das Papyrusarchiv der jüdischen Kolonie ist das wichtigste Archiv des Altertums, das nicht mehr die Keilschrift verwendete. Ebenso bedeutend sind für uns die Rollenfunde am Toten Meer in

- Qumran – Pergament- und Papyrusrollen mit hebräischen und griechischen Texten der Jüdischen Bibel und seines Umfelds.

- Die mykenischen Palastarchive unter anderem in Pylos, Tiryns, Mykene, Knossos und Theben

Dem Vorbild Assurbanipals folgten auch die bedeutendsten Bibliotheken der klassischen Antike
- Museon von Alexandria
- Bibliothek von Pergamon und die
- römischen Bibliotheken, die auch die gesamte griechische Literatur sammelten.

(Lit.: Barth, Mesopotamien)